# SKVITCH Minsk
Maillots
Le Futbolny Klub SKVITCH Minsk, plus couramment abrégé en FK SKVITCH Minsk (en russe : ФК СКВИЧ Минск, et en biélorusse : ФК СКВІЧ Мінск), est un ancien club biélorusse de football fondé en 2000 et disparu en 2014, et basé à Minsk, la capitale du pays.

## Bilan sportif

### Palmarès
| \| - Coupe de Biélorussie : - Finaliste : 2002-03. - Championnat de Biélorussie D2 : - Vice-champion : 2004. \| \| - Championnat de Biélorussie D3 : - Vice-champion : 2001. \| |  |                                                           |
| - Coupe de Biélorussie : - Finaliste : 2002-03. - Championnat de Biélorussie D2 : - Vice-champion : 2004.                                                                       |  | - Championnat de Biélorussie D3 : - Vice-champion : 2001. |

### Bilan par saison
| Saison | Championnat | Championnat | Championnat | Championnat | Championnat | Championnat | Championnat | Championnat | Championnat | Championnat | Coupe de Biélorussie |
| Saison | Division    | Pos         | Pts         | J           | V           | N           | D           | BP          | BC          | Diff        | Coupe de Biélorussie |
| ------ | ----------- | ----------- | ----------- | ----------- | ----------- | ----------- | ----------- | ----------- | ----------- | ----------- | -------------------- |
| 2001   | 3e          | 1er         | 82          | 34          | 26          | 4           | 4           | 77          | 17          | +60         | N/A                  |
| 2002   | 2e          | 3e          | 66          | 30          | 20          | 6           | 4           | 59          | 16          | +43         | Quarts de finale     |
| 2003   | 1re         | 15e         | 24          | 30          | 5           | 9           | 16          | 16          | 42          | -28         | Finale               |
| 2004   | 2e          | 1er         | 75          | 30          | 24          | 3           | 3           | 75          | 25          | +50         | Quarts de finale     |
| 2005   | 1re         | 11e         | 26          | 26          | 7           | 5           | 14          | 30          | 43          | -13         | Seizièmes de finale  |
| 2006   | 1re         | 13e         | 19          | 26          | 5           | 4           | 17          | 26          | 52          | -26         | Huitièmes de finale  |
| 2007   | 2e          | 3e          | 52          | 26          | 16          | 4           | 6           | 49          | 21          | +28         | Huitièmes de finale  |
| 2008   | 1re         | 15e         | 25          | 30          | 6           | 7           | 17          | 28          | 50          | -22         | Huitièmes de finale  |
| 2009   | 2e          | 5e          | 39          | 26          | 11          | 6           | 9           | 37          | 29          | +8          | Huitièmes de finale  |
| 2010   | 2e          | 2e          | 58          | 30          | 17          | 7           | 6           | 52          | 21          | +31         | Premier tour         |
| 2011   | 2e          | 4e          | 54          | 30          | 16          | 6           | 8           | 57          | 27          | +30         | Seizièmes de finale  |
| 2012   | 2e          | 4e          | 55          | 28          | 16          | 7           | 5           | 61          | 19          | +42         | Quarts de finale     |
| 2013   | 2e          | 15e         | 12          | 30          | 3           | 3           | 24          | 21          | 63          | -42         | Demi-finales         |
| 2014   | 3e Groupe A | 12e         | 6           | 22          | 1           | 3           | 18          | 18          | 80          | -62         | Seizièmes de finale  |
| 2014   | 3e Groupe A | 12e         | 6           | 22          | 1           | 3           | 18          | 18          | 80          | -62         | Premier tour         |

Légende
- Deuxième ou finaliste de la compétition.
- Promu en division supérieure.
- Relégué en division inférieure.